# Српски аикидо савез
Српски аикидо савез основан је 7. марта 2009. године у Београду, са циљем да обавља задатке, који су од заједничког интереса и користи за његове чланове, као и од значаја за развој аикидоа као борилачке вештине без обзира на стил аикидоа, на територији Републике Србије.
Савез је у остваривању својих циљева и задатака самостална организација у коју су удружене спортске организације у области аикидо борилачке вештине са статусом удружења грађана.